# Pol Amat

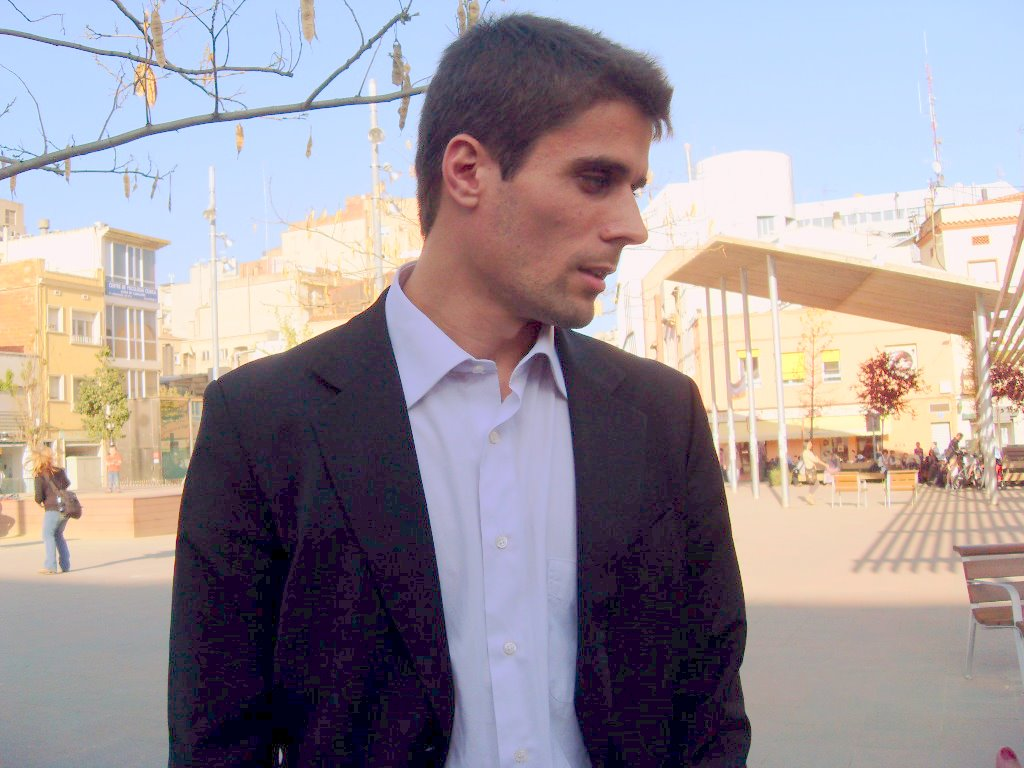
Pol Amat

Pol Amat, född den 18 juni 1978 i Barcelona, Spanien, är en spansk landhockeyspelare.
Han tog OS-silver i herrarnas landhockeyturnering i samband med de olympiska landhockeytävlingarna 1996 i Atlanta.
Han tog OS-silver igen i samma gren i samband med de olympiska landhockeytävlingarna 2008 i Peking.